# Nassodonta insignis
Nassodonta insignis is een slakkensoort uit de familie van de fuikhorens (Nassariidae). De wetenschappelijke naam van de soort werd in 1867 voor het eerst geldig gepubliceerd door H. Adams.